# Peter von Aarberg (1350–1386)
Peter von Aarberg (* um 1350; † 9. Juli 1386 bei Sempach) war ein Adliger aus dem Adelsgeschlecht der Grafen von Aarberg. Er war einer der zwei Söhne des Grafen Peter II. von Aarberg (um 1300–vor 1372) aus der Seitenlinie Aarberg-Aarberg. Sein Bruder war Wilhelm von Aarberg, der nach dem Verkauf der Grafschaft durch den Vater einen Zufluchtsort in Österreich fand, wo er 1420 ohne Nachfolger starb.
Peter von Aarberg nahm als Bannerträger auf Seiten der Habsburger an der Schlacht bei Sempach gegen die Schweizer Eidgenossenschaft teil und starb zusammen mit Herzog Leopold III. von Österreich auf dem Schlachtfeld.